# Larangan (Tambakromo)
Larangan is een bestuurslaag in het regentschap Pati van de provincie Midden-Java, Indonesië. Larangan telt 927 inwoners (volkstelling 2010).